# Supercoppa UEFA 2005
La Supercoppa UEFA 2005 è stata la trentesima edizione della Supercoppa UEFA.
Si è svolta il 26 agosto 2005 allo stadio Louis II di Monaco, dove si sono affrontate la squadra vincitrice della Champions League 2004-2005, ovvero gli inglesi del Liverpool, e la squadra vincitrice della Coppa UEFA 2004-2005, ossia i russi del CSKA Mosca.
A conquistare il titolo è stato il Liverpool che ha battuto per 3-1 il CSKA con la doppietta di Djibril Cissé e il gol di Luis García alle quali ha risposto la rete del brasiliano Daniel Carvalho.

## Partecipanti
| Squadre    | Qualificazione                                   | Partecipazioni precedenti (il grassetto indica la vittoria) |
| ---------- | ------------------------------------------------ | ----------------------------------------------------------- |
| Liverpool  | Vincitrice della UEFA Champions League 2004-2005 | 3 (1977, 1978, 2001)                                        |
| CSKA Mosca | Vincitrice della Coppa UEFA 2004-2005            | Nessuna                                                     |

## Tabellino
| Arbitro: | René Temmink |

|                                  |           |              |
| Cissé 82’, 103’ Luis García 109’ | Marcatori | 28’ Carvalho |

| Liverpool F.C. | CSKA Mosca |

### Formazioni
| Liverpool (4-4-2) |    |                         |     |     |
|                   |    |                         |     |     |
| P                 | 25 | José Manuel Reina       |     |     |
| D                 | 17 | Josemi                  | 50’ |     |
| D                 | 23 | Jamie Carragher (c)     |     |     |
| D                 | 4  | Sami Hyypiä             | 73’ |     |
| D                 | 6  | John Arne Riise         |     | 79’ |
| C                 | 16 | Dietmar Hamann          |     |     |
| C                 | 3  | Steve Finnan            |     | 55’ |
| C                 | 14 | Xabi Alonso             |     | 70’ |
| C                 | 30 | Boudewijn Zenden        | 38’ |     |
| A                 | 10 | Luis García             |     |     |
| A                 | 19 | Fernando Morientes      |     |     |
| A disposizione:   |    |                         |     |     |
| P                 | 20 | Scott Carson            |     |     |
| D                 | 28 | Stephen Warnock         |     |     |
| C                 | 22 | Mohamed Sissoko         |     | 70’ |
| A                 | 9  | Djibril Cissé           |     | 79’ |
| A                 | 25 | Florent Sinama-Pongolle | 95’ | 55’ |
| Allenatore:       |    |                         |     |     |
| Rafael Benítez    |    |                         |     |     |

| CSKA Mosca (4-5-1) |    |                      |      |     |
|                    |    |                      |      |     |
| P                  | 35 | Igor' Akinfeev       |      |     |
| D                  | 15 | Chidi Odiah          |      | 90’ |
| D                  | 4  | Sergej Ignaševič (c) |      |     |
| D                  | 24 | Vasilij Berezuckij   |      |     |
| D                  | 6  | Aleksej Berezuckij   |      |     |
| C                  | 22 | Evgenij Aldonin      |      |     |
| C                  | 17 | Miloš Krasić         |      | 85’ |
| C                  | 25 | Elvir Rahimić        |      |     |
| C                  | 18 | Jurij Žirkov         |      | 66’ |
| C                  | 7  | Daniel Carvalho      |      |     |
| A                  | 11 | Vágner Love          |      |     |
| A disposizione:    |    |                      |      |     |
| P                  | 1  | Veniamin Mandrykin   |      |     |
| D                  | 2  | Deividas Šemberas    |      | 66’ |
| C                  | 8  | Rolan Gusev          |      | 90’ |
| C                  | 10 | Dudu Cearense        | 101’ | 85’ |
| A                  | 13 | Sergej Samodin       |      |     |
| Manager:           |    |                      |      |     |
| Valerij Gazzaev    |    |                      |      |     |